# Demonax marnei
Demonax marnei är en skalbaggsart som beskrevs av Maurice Pic 1918. Demonax marnei ingår i släktet Demonax och familjen långhorningar. Inga underarter finns listade i Catalogue of Life.